# Madžarski pravopis
Madžarski pravopis (madžarsko helyesírás) sestavljajo pravila, ki opredeljujejo standardno pisno obliko madžarskega jezika. Med drugim vključuje pravila za črkovanje leksikalnih besed, lastnih imen in prevzetih besed (vključno s črkovanjem prevzetih besed s priponami in v tvorjenkah), pa tudi pravila za deljenje besed, uporabo ločil, krajšave, abecedno razvrščanje in druge informacije (npr. kako napisati datume).

## Abeceda
Madžarščina se piše z madžarsko abecedo, ki je osnovana na latinici. Črke madžarske abecede običajno označujejo glasove, razen pri označevanju morfemov (glej spodaj). Razširitve vključujejo soglasnike, napisane z dvočrkji ali tročrkjem, in samoglasniške črke, označene z diakritičnimi znaki. Dolgi soglasniki so označeni z dvema črkama (l > ll in sz > ssz), medtem ko se dolgi samoglasniki označujejo z ostrivcem (npr. o > ó) ali pa se njihov preglas nadomesti z dvojnim ostrivcem (ö, ü > ő, ű). Samo prva črka digrafov in trigrafa dzs je pri običajnem besedilu napisana z veliko. V kraticah in napisih so vse črke zapisane z veliko.
Črke q, x, y, w so le dodatek k madžarski abecedi in se v madžarskih besedah le redkoma uporabljajo – običajno te črke nadomestijo glasovne ustreznice iz madžarščine kv, ksz, i, v (samo x je relativno pogost, npr. taxi). Ch ni običajen del abecede, vendar se kljub temu pojavlja v nekaterih besedah (npr. technika , "tehnologija" ali "tehnika").  V tradicionalnih priimkih se lahko pojavijo tudi druga dvočrkja, tako za samoglasnike kot za soglasnike.

## Štiri načela pravopisa
Madžarski pravopis temelji na štirih glavnih načelih: sledenju izgovorjavi, analizi besed (odražanje sestavnih morfemov), ohranjanju tradicije in poenostavitvi.
Glede na prvo načelo je madžarska pisava privzeto fonemična, torej, da črke ustrezajo fonemom (poenostavljeno povedano glasovom) in obratno. V nekaterih primerih se dolžina samoglasnika ali soglasnika razlikuje med izgovorjavo in zapisom (npr. szúnyog [suɲog] 'komar', küzd [kyzd] 'boj', állat [egy] 'žival', npr [eɟː] 'ena').
Sestavljene besede ali besede s priponami običajno upoštevajo drugo glavno načelo, se pravi, analizo besed. To pomeni, da je treba osnovne dele (morfeme) besede zapisati na enak način, ne glede na dele, ki se pri izgovorjavi spojijo. To velja le, če je nastala izgovorjava v skladu z običajnim vzorcem; nepravilna spajanja se odražajo tudi v pisni obliki. Na primer hagy + j ("morali bi zapustiti [nekaj]") se izgovarja kot "haggy", vendar se piše kot hagyj po principu analize besed. To je zato, ker se skupek gy in j v madžarski fonologiji tako ali tako pretvori v dolgi gy in je zato črkovanje izvirnih morfemov jasnejše. Nasprotno pa se hisz + j ('morali bi verjeti') izgovarja kot "higgy" in tudi zapiše kot higgy, saj te izgovorjave ni mogoče neposredno razbrati na podlagi morfemov in osnovnih fonoloških pravil. Sestavljene besede so v splošnem zapisane tako, da vsi sestavni deli ohranijo svoje črkovanje, vendar so nekatere sestavljenke postale dovolj nejasne, da se ne štejejo več za prave tvorjenke, še posebej, pri besedah v katerih je en del zastarel. Primer je kesztyű 'rokavica', ki izvirno izvira iz kéz 'roka' in zastarelega elementa tyű in v tem primeru črkovanje ne odraža več izpeljave. 
Tretje načelo, tradicija, vpliva na primer na priimke, ki velikokrat vsebujejo črkovanje, ki je nastalo pred sodobnimi pravopisnimi pravili. Na primer kovács "Kovač" se lahko piše Kovács , Kováts ali Kovách. Drug primer tradicije je, da se dvočrkje ly še vedno uporablja kljub temu, da označuje isti zvok kot j v današnji standardni madžarščini. 
Četrto načelo, poenostavitev, vpliva le na nekaj primerov. Če se samostalnik, ki označuje občno ime, konča z dvojnim soglasnikom in se nanj veže pripona, ki se začne z istim soglasnikom, tretji soglasnik odpade, kot je vidno pri primeru toll + lal > tollal . To pravilo velja tudi za madžarska imena (npr. Bernadett + től > Bernadettől "od Bernadette"). Po drugi strani pa se pri tvorjenkah in priponskih lastnih imenih (razen pri madžarskih imenih), ohranijo vsi trije zaporedni soglasniki. Kakorkoli, pa je med te samoglasnike vstavljen vezaj (npr. sakk-kör "šahovska skupina", Wittmann-né "G. Wittmann", Bonn-nal "z Bonnom"). Načelo poenostavitve se uporablja tudi za dvojne digrafe, kjer pride do spojitve znotraj digrafa, torej sz + sz postane ssz (npr. Kovács + csal > Kováccsal "s Kovácsom"). Vendar pa pri tvorjenkah take poenostavitve ni: npr. kulcscsomó "šop ključev".  V primerih ko gre za izpeljevalni element s karakteristikami pripone, kot sta na primer -szerű in -féle "-like", je poenostavitev mogoče uporabiti samo za besede, ki se končajo z enojnimi digrafi, kot je viasz + szerű > viasszerű "voskasto", in ne za njihove podvojene oblike: dzsessz + szerű > dzsessz-szerű "podobno jazzu". 

## Pisanje skupaj in narazen
Tvorjenke so običajno zapisane z eno besedo (brez presledkov), besedne zveze pa so običajno napisane kot več besed (z enim ali več presledki), vendar temu ni vedno tako. Zapis z vezajem se šteje kot alternativni način pisanja ene same besede in se uporablja, na primer, če sestavljenka vsebuje lastno ime.

### Priredne zveze
Ponavljajoče se besede se običajno pišejo ločeno (z vejico), vendar se uporablja vezaj, če je njihova povezava bolj ustaljena (npr. ki 'kdo' pa ki-ki 'vsi'). Če se beseda ponovi z drugačno pripono ali zálogom (postpozicijo), se besede pišejo ločeno (napról napra 'dan za dnem', dobesedno 'iz dneva v dan), razen če element obstaja samo v tej besedni zvezi - v tem primeru so besede zapisane z vezajem (régi 'staro' réges-régi "prastaro"). 
Priredno zložene besede se običajno pišejo ločeno. Če je pomen končne besede drugačen od pomena obeh besed skupaj, vendar imata oba elementa končnice, se besedi zapišeta z vezajem (npr. süt-főz „kuhar“, tvorjenka sestavljena iz besed, ki se nanašajo na kuhanje v pečici in kuhanje v vodi, sütnek-főznek "kuhajo"). Vezaj je potreben v primerih, ko se na besedno zvezo pripenjajo le določene pripone. Besedne zveze, ki so popolnoma spojene, dobijo končnice le na koncu drugega elementa in se zapisujejo z eno samo besedo (npr. búbánat 'žalost', búbánatos 'biti prizadet od žalosti'). Vendar pa obstajajo besedne zveze, ki imajo le končnice na koncu, a so njihovi elementi še vedno povezani z vezajem, kot pri besedah, ki izražajo nasprotje (npr. édes-bús 'grenkega').  Nekatere besedne zveze lahko prejmejo pripone na koncu obeh elementov ali samo na koncu drugega elementa (npr. hírnév 'slava': hírneve ali híre-neve "njegova/njena slava").

### Podredje
Podredje je verjetno najbolj problematično za večino domačih govorcev, vključno z akademiki, na kar kažejo natisnjene publikacije in ulični napisi. Glavno načelo je, da je treba te tvorjenke napisati brez presledkov, če je izpolnjen kateri koli od naslednjih treh kriterijev: 
1. če se pomen spremeni tako, da ga ni mogoče razbrati iz elementov samih,
2. če se pregibna prepona izpusti,
3. če tako zahteva tradicija (vendar so primeri v tej skupini omejeni).

To velja za besedne zveze in različne tvorjenke, na primer tiste, pri katerih je prvi element podrejen drugemu (pri katerih je drugi element deležnik), ali je pridevnik  drugega (npr. gyors vonat pomeni 'hiter vlak', medtem ko gyorsvonat pomeni 'hitri vlak' kot vrsto vlaka: zaradi spremembe pomena je treba slednjega napisati z eno besedo).
Problematična točka: v praksi je nemogoče predvideti, ali je sprememba pomena (glede na skupek pomenov posameznih elementov) pripisana enemu elementu ali celotni tvorjenki. Na primer, élő adás 'program v živo' je zapisan kot dve besedi, čeprav se beseda élő uporablja drugače, kot bi bilo pričakovano glede na njen osnovni pomen – verjetno zato, ker je bilo določeno, da lahko ta komponenta nosi spremembo pomena, zato pisanje tvorjenke z eno besedo ni potrebno. Po drugi strani pa je tvorjenka gyorsétterem 'restavracija s hitro hrano' (dobesedno 'hitra restavracija') zapisana kot ena beseda – verjetno zato, ker je bila sprememba pomena pripisana celotni tvorjenki in je pomen besede gyors nespremenjen. Nekatere besedne zveze brez spremembe pomena so zapisane kot ena beseda, npr. útitárs 'potovalni spremljevalec', medtem ko se večina drugih besednih zvez piše navadno: úti cél 'potovalna destinacija.'
Včasih se ohrani izvirni pomen pridevnika, vendar je pomen celotne tvorjenke še vedno nekaj bolj specifičnega kot zgolj vsota elementov. Na primer, savanyú káposzta, 'kislo zelje', ni zgolj zelje kislega okusa ampak vrsta vložene hrane. In vendarle se beseda piše s presledkom. Po drugi strani pa je mobiltelefon »mobilni telefon« napisan z eno besedo, čeprav gre pravzaprav za telefon, ki je mobilen – pisanje z eno besedo je morda upravičeno, ker gre za drugačno tehnologijo, za razliko od brezžičnega telefona, ki je tudi prenosen.
Pri izpuščanju končnic pogosto obstaja slovnična povezava med dvema samostalnikoma tvorjenke, ki bi lahko bil izražena na bolj ekspliciten način: na primer ablaküveg 'podokno' bi lahko izrazili kot az ablak üvege 'podokno pri oknu'. Na podlagi te izpeljave je tvorjenko potrebnoi zapisati kot eno besedo. Besedo bolondokháza 'zmedenost, nemir' je tudi treba zapisati kot eno besedo, da se izognemo dobesednemu pomenu 'hiša norcev' (1. primer), kljub temu, da je označena svojilnost. Druge tvorjenke, pri katerih prvi element deluje kot predmet,  prislov,  ali svojilnik,  so tudi zapisane z eno besedo, kjer je pripona izpuščena ali če je dejanski pomen drugačen od skupka njenih elementov. Torej, szélvédett  dobesedno "vetra branjen" je mogoče razbrati iz széltől védett 'zaščiten pred vetrom' in se piše skupaj saj je pripona től  izpuščena.  Besedne zveze, kjer je končnica označena, so običajno zapisane v dveh besedah, tudi če je pomen figurativen (npr. részt vesz 'sodeluj'),  medtem ko so druge besedne zveze z označeno končnico zapisane z eno besedo (npr. észrevesz 'opazi, opazi', dobesedno "vzeti misli"). 
Problematična točka: obstaja več kot sto besednih besednih zvez , ki se uporabljajo natanko tako kot glagoli z besedno predpono (prim. "eat up" v angleščini), kot részt vesz zgoraj, vendar se zapišejo kot dve besedi.
Glagolske predpone se pišejo skupaj z glagolom na katerega se pripenjajo le, če stojijo neposredno pred glagolom. Če se ista besedna predpona ponovi za izražanje ponavljajočega se dejanja, za prvo stoji vezaj, druga pa se pripne na besedo ( meg-megáll 'občasno se ustavi'). Če si sledita dve besedni predponi z nasprotnim pomenom, se obe pišeta ločeno od besede (le-föl sétál 'hodi gor in dol'). Glagolske predpone se lahko pišejo ločeno, če je pomen predpone poudarjen in je predpona mišljena v dobesednem pomenu. Če se pomen spremeni, morajo biti take predpone pisane skupaj z besedo na katero se pripenjajo (npr. fenn marad 'ostani zgoraj' ampak fennmarad 'preživeti, ostati'). Nekatere besedne predpone sovpadajo s prislovi, ki imajo lahko osebne končnice. V tem primeru jih lahko zapišemo kot eno besedo le, če so v tretji osebi množine in pripet element ni naglašen (še posebej, če bi se pomen spremenil). V nasprotnem primeru (če je uporabljena druga oseba in/ali je prislov/predpona poudarjena) jih je treba napisati v dveh besedah. 
Problematična točka: fonološko gledano so glagolske predpone vedno pritrjene na sledeči glagol, tudi če je vmes vrinjen pomožni glagol, ki izgubi lasten naglas. Na primer: megfog pomeni 'ulovi' in megnéz pomeni 'glej, poglej'. Tako megfogom a lepkét pomeni 'Ulovil bom metulja' in meg fogom nézni 'grem pogledat.' V prvem primeru meg spada pod fogom; v drugem pa meg pripada nézni . Izgovorjava pa je ['megfogom] v obeh primerih. Te primere je mogoče ločiti, če upoštevamo posamezne besedne elemente. Po drugi strani pa glagolske predpone z osebnimi priponami nikoli ne moremo pisati skupaj z glavnim glagolom, čeprav so poudarjene na enak način kot brezkončne predpone, npr. rám néz, rád néz ampak ránéz 's/on me gleda, tebe, njega/njo.'
"Pomensko-strnjevalne" ali "pomensko-stiskajoče" tvorjenke so ločena skupina tvorjenk s podrednimi elementi in imajo bolj zapleteno notranjo strukturo, ki vsebuje implicitne elemente zunaj sestavnih besed, oziroma strukturo pri kateri sedanjega pomena ni mogoče izpeljati iz posameznih elementov. Te tvorjenke so vedno napisane z eno besedo, npr. csigalépcső 'spiralno stopnišče', dobesedno "polžasto-stopnišče", torej stopnišče, podobno polževi lupini. 
Če besedna zveza (npr. pridevnik in samostalnik ali samostalnik in zálog (postpozicija)), ki je napisana v dveh besedah, dobi izpeljavno pripono, bo prav tako zapisana v dveh besedah, razen če se pomen spremeni.  Če pa besedna zveza prejme še eno izpeljavno pripono, bo zapisana z eno besedo.  (Na primer: egymás után 'en za drugim', egymás utáni 'zaporedno', vendar egymásutániság 'naslednost'. Poleg tega: föld alatt 'pod zemljo', föld alatti "biti pod zemljo", ampak földalatti 'podzemno <gibanje>' ali 'podzemna železnica').
Problematična točka: več kot petdeset besednih zvez je napisanih z eno besedo samo za eno samo izpeljanko (npr. partra száll 'izkrcati', vendar partraszállás 'izkrcanje'). 
Pristavčne tvorjenke so običajno zapisane z dvema besedama, npr. 'nogometaška žena' (žena, ki igra nogomet) je izražena kot futballista feleség . Če pa je med besedami svojilno razmerje, torej če je na primer mišljena nogometaševa žena, se šteje za (običajno) tvorjenko, zato jo je treba zapisati kot eno besedo: futballistafeleség .  Obstaja pa več pristavčnih tvorjenk, ki so zapisane kot ena beseda, zlasti če prvi element določa vrsto drugega (npr. diáklány 'študentka'). 
Problematična točka: govorci težko berejo dolge besede, zato jih mnogi še vedno raje pišejo ločeno, pri čemer se zanašajo na kontekst, da razjasnijo pomen. Poleg tega se utemeljitev za zgornji podtip tvorjenke, ki zagotavlja specifikacijo, šteje za nejasno.
Besedne zveze, katerih prvi element je deležnik, se pišejo ločeno, če deležnik izraža občasno dejanje: dolgozó nő 'zaposlena ženska, ženska v službi.' Če pa deležnik izraža funkcijo, namen, sposobnost, nalogo ali dolžnost, se besedna zveza smatra za tvorjenko in je zapisana z eno besedo, npr. mosónő 'pralka', oseba, katere dolžnost je pranje. Sétálóutca, dobesedno „ulica za pešce“, pomeni ulico za sprehajanje: zapis z eno besedo izraža, da ni ulica tista, ki hodi.
Problematična točka: obstaja več izrazov nanašajočih se na funkcijo, ki so napisani ločeno kljub zgornjim pravilom (npr. kijelentő mód 'naznanjevalno razpoloženje', čeprav je to razpoloženje za naznanjanje , ne pa razpoloženje ki, naznanja ), zato včasih ni očitno, kako naj se nova skovanka zapiše. Poleg tega sedanji deležniki včasih postanejo samostalniki, njihovih tvorjenk pa ni mogoče zapisati z dvema besedama, saj ne gre več za pridevnike. Na primer, labdarúgó 'nogometaš' je bil ustvarjen iz deležnika (dobsedeno 'žogo brcajoča' [oseba]), vendar gre danes za samostalnik labdarúgómez 'footballer's strip', ki nakazuje svojilen odnos, in mora biti zapisan z eno besedo.

#### Prehajanje glede na elemente tvorjenk
Zgornje pravilo ne velja za tvorjenke, kjer je eden od elementov tvorjenka, tudi če končna tvorjenka izraža funkcijo ali namen. Na primer rakétaindító állvány "platforma za izstrelitev raket" je zaradi svojega sestavljenega prvega elementa zapisana kot dve besedi, kljub temu, da rakete ne izstreli platforma, ampak se uporablja samo zanjo in gre tukaj za izraženo funkcijo. 
Besede, ki vsebujejo številko v priponi, so zapisane z eno besedo (npr. húszméteres út 'dvajset metrov dolga pot', iz húsz méter „dvajset metrov“), razen če je element že sestavljen (npr. huszonegy méteres út 'enaindvajset metrov dolga pot' ali húsz kilométeres út 'dvajset kilometrov dolga pot'). To pravilo ne velja za tvorjenke s številkami, ki niso zapisane s črkami, npr. 20 méteres út , saj se te zapisujejo s presledki. 
Po podobnem načelu se zapisuje tvorjenke, katerih prvi element izraža snov drugega elementa (npr. faasztal 'lesena miza', vendar fenyőfa asztal 'miza iz borovega lesa' in fa konyhaasztal "lesena kuhinjska miza"). 
Problematična točka: jezikovno gledano te tvorjenke ne predstavljajo dejanskih tvorjenk (ker pomen ni institucionaliziran), zato ni dejanskega razloga, da bi jih zapisali z eno besedo.  Poleg tega je običajna alternativa za pisanje z eno besedo pisanje z vezaji (za razliko od pisanja ločeno) zato je to neskladje v madžarskem pravopisu nenavadno.

### Vstavljanje vezajev pri dolgih tvorjenkah

#### Pravilo štetja zlogov
Da ne pride do predolgih besed, se uporablja "pravilo štetja zlogov". Tvorjenke z več kot 6 zlogi (brez vseh pregibnih končnic) in več kot 2 elementoma imajo vezaj med glavnima elementoma. Če vzamemo kot primer tvorjenko, labdarúgócsapataitokkal 'z vašimi nogometnimi ekipami' vidimo, da ima 10 zlogov, vendar je postavka labdarúgócsapat dolga le 6 zlogov in se zato vse njene oblike zapišejo z eno samo besedo. Po drugi strani pa ima labdarúgó-bajnokság 'nogometno prvenstvo' tudi v osnovni obliki 7 zlogov in morajo vse oblike tvorjenke imeti vezaj. Dovoljene so tvorjenke katere koli dolžine, ob predpostavki, da so sestavljene samo iz dveh elementov, npr. nitrogénasszimiláció 'asimilacija dušika' je zapisana kot ena beseda kljub 9 zlogom. Včasih lahko dodajanje ene črke (oziroma kratke pripone) povzroči vstavljanje vezaja, npr. vendéglátóipar „gostinska industrija“ je napisana z eno besedo, vendar bo vendéglátó-ipari 'povezan z gostinsko industrijo' v skladu z zgornjimi pravili prejela vezaj. 
Problematična točka: tvorjenke včasih še zdaleč niso pregledne za današnje govorce (npr. rendszer 'sistem' iz rend 'red' in zastarelo szer). Poleg tega ni splošno znano, kaj se šteje kot element. V tej skupini so npr. Tuje predpone, ki se uporabljajo samostojno z madžarskimi drugimi elementi  , kot tudi besedne predpone, sestavljene iz najmanj dveh zlogov.

#### Tri "pravila mobilnosti"
Včasih so meje besed fleksibilno premetane, da odražajo pomen celotne tvorjenke: tri pravila, ki to zadevajo ta proces se v madžarščini imenujejo "pravila mobilnosti".
1. Če se tvorjenki z vezajem doda drug element, se njen prvotni vezaj odstrani in samo dodani element dobi vezaj: békeszerződés-tervezet „osnutek mirovne pogodbe“, vendar békeszerződéstervezet-kidolgozás „razvoj osnutka mirovne pogodbe“. [49]
2. Če se besedni zvezi iz dveh besed doda drug element, ki se doda obema, bosta originalna elementa izjemoma zapisana skupaj, novi element pa jima bo pripet z vezajem: hideg víz 'hladna voda', vendar hidegvíz-csap 'pipa za hladno vodo'. [50]
3. Če sta dve tvorjenki z enakim elementom strnjeni, se enak element zapiše ločeno, druga dva elementa pa sta povezana z vezajem: npr. rézötvözet „bakrova zlitina“ in aranyötvözet 'zlata zlitina', vendar réz-arany ötvözet "zlitina bakra in zlata". [51]

Problematična točka: posebno dolge tvorjene besede je težko razumeti, zato jih govorci raje pišejo ločeno, namesto da bi jih preoblikovali. Poleg tega je stvar debate, ali bi morali te oblike, občasno zapisane z eno besedo, v standardnem jeziku odobravat, saj te oblike kažejo le najvišje razmerje in je pri tem berljivost in preglednost ostalih delov. (Eden od avtorjev OH, Attila Mártonfi je opozoril: napis forgalmi rend változás "sprememba prometnih predpisov" je lažje prebrati, če je napisan v treh besedah in ne v običajni obliki, ustvarjeni po pravilih mobilnosti, forgalmirend-változás ). Včasih se to pravilo zanemari tudi v naslovih jezikoslovnih knjig, kot je knjiga Magyar nyelvtörténet  ('Madžarsko zgodovinsko jezikoslovje,' dobesedno "zgodovina madžarskega jezika"), ki naj bi bila napisana kot Magyarnyelv-történet , da odraža, da ne gre za zgodovinsko jezikoslovje v madžarskem jeziku, ampak za zgodovinsko jezikoslovje madžarskega jezika. Do težav lahko pride tudi, če so vključeni elementi lastna imena, kot je Nap–Föld-távolság »Razdalja med soncem in zemljo«, ker pomišljaji in vezaji v tem primeru sledijo drugačnemu pravilu (glej del o ločilih).

## Uporaba velikih začetnic

### Lastna imena
Madžarski pravopis razlikuje med naslednjimi vrstami lastnih imen: osebna imena, imena živali, zemljepisna imena, astronomska imena, imena ustanov, imena blagovnih znamk, imena priznanj in nagrad ter nazivi (del).
Lastna imena lahko postanejo občna imena in so v tem primeru napisana z malimi črkami (npr. röntgen "rentgenski žarek"). Izpeljane tvorjenke teh besed se lahko celo zapišejo z malo začetnico in izgubijo vezaj (npr. ádámcsutka ne pa *Ádám-csutka 'Adamovo jabolko'). 

#### Osebna imena in imena živali
Priimki in imena so napisana z veliko začetnico. Priimki imajo lahko staromodno črkovanje, ki se običajno ohrani – razen če ima njihova oblika že različice in bi lahko prišlo do problemov pri tekočnosti branja.  Lahko so sestavljeni iz dveh ali več elementov in so lahko podani kot ena beseda ali več besed. Danes je deljenje z besedami najpogostejša metoda zapisa.  Imena so napisana fonetično (tudi sodobna imena, kot je Dzsenifer iz angleškega imena Jennifer) razen pri črkah x in ch, ki se ohranita (čeprav se izgovarjata ksz in h), npr. Richárd , Alexandra . 
Imena božanstev in verskih osebnosti so napisana z veliko začetnico, razen če se smatrajo kot občna imena (na primer grški bogovi) ali če gre za del ustaljenih besednih zvez in izrazov (npr. hála istennek 'Hvala bogu'). 
Občasni okrasni pridevki niso napisani z velikimi črkami. Navadni samostalniki, ki izražajo čin ali razmerje, so zapisani ločeno ( István király 'Kralj Štefan', Németh mérnök "Gospod Németh, inženir"). 
Problematična točka: včasih ni splošno znano, za kaj gre, na primer Kodály vonósnégyes 'godalni kvartet Kodály' je napisan s presledkom, saj je bil zgolj poimenovan po Kodályju, medtem ko je Tátrai-vonósnégyes napisan z vezajem, saj ga je ustanovil Vilmos Tátrai .  Druga problematična točka je, da to pravilo velja za družine (npr Kovács család „Družina Kovács“), vendar pa ne za dinastije ( Bourbon-család "Bourbonska družina")
Na osebna imena se pripone pripenjajo brez vezajev. Če je pripona pripeta, se ta prilagodi izgovorjavi besede, vključno z zastarelimi soglasniki (npr. Móricz , izgovorjeno [ˈmoːrits], s pripono: Móriczcal ).  Če pa se priimek ali tuje ime konča z dvojnim soglasnikom, se končnice dodajo z vezajem, da je mogoče neposredno razbrati originalno obliko besede (npr. pri imenu Papp se pripona doda kot Papp-pal , ker bi se v primeru zapisa Pappal beseda nanašala na drugo ime, Pap ).  Kakorkoli, pa je pripenjanje pripon na osebna imena poenostavljeno, ker so del omejenega nabora, prav zato, da je mogoče poiskati njihove prvotne oblike (npr. Bernadett + tel > Bernadettel ). 
Če se pridevnik tvori iz lastnega imena, se ta ne piše z veliko začetnico. (V primeru tvorjenke z vezajem se vsi elementi pišejo z malo začetnico, npr. Rippl-Rónai ampak rippl-rónais „tipično za Rippl-Rónaija“). Končnice se dodajajo neposredno, razen če je ime sestavljeno iz več elementov, ki so napisani ločeno: Széchenyi István in Széchenyi István-i.  Sestavki, tvorjeni z osebnimi imeni, so vedno povezani z vezajem, npr. Ady-vers 'pesem Adyja '. 
Problematična točka: če vzamemo kot primer besedo Kossuth-díj "Kossuthova nagrada", lahko vidimo, da je ta prav tako označena z vezajem, tudi če ne gre za nagrado, ki jo je ustvaril Lajos Kossuth; z nagrado ni imel nič, poimenovana je bila le njemu v čast. To pravilo je pogosto prezrto tudi, če je govorec mnenja, da je drugo pravilo v zvezi z imeni institucij bolj pomembno, npr. v imenu spomenika Mindszenty-emlékhely ' Mindszenty Memorial', ki je oglaševan kot Mindszenty Emlékhely . V tem primeru sta pravzaprav dva razloga za Mindszenty z velikimi črkami (kot ime osebe in začetna črka imena ustanove), vendar pa drugi element tvorjenke ne bi smel biti pisan z veliko.
Do izjeme pri vstavljanju vezajev v tvorjenke z lastnim imenom pride, če lastno ime vsebuje občno ime brez velikih začetnic. Na primer, če je samostan (kolostor) poimenovana po osebi Jeremiás próféta se pravi 'preroku Jeremiji', sestavljenka Jeremiás próféta kolostor ne more vsebovati vezaja, saj bi napačno nakazoval tesnejši odnos med próféta in kolostor . (Če bi bili vsi elementi občna imena, bi bil primer enostavnejši, saj bi lahko uporabili zgornja pravila mobilnosti). 
Imena živali so napisana z veliko začetnico. Če se doda imenu živalska vrsta, je ta napisana z malimi črkami in brez vezaja. 

### Zemljepisna imena
Pri zemljepisnih imenih sta najbolj problematični naslednji dve vprašanji. Prvo, ali naj bo ime zapisano z eno besedo, z vezajem ali ločenimi besedami in drugo, kateri elementi naj bodo napisani z velikimi in kateri z malimi črkami. Različni načini zapisa se lahko nanašajo na različne referente, npr. Sáros-patak dobesedno 'blatna reka' se nanaša na reko, vendar Sárospatak se nanaša na mesto (ker so imena rek zapisana z vezajem, imena mest pa kot ena beseda). To področje velja za enega izmed najkompleksnejših delov madžarskega pravopisa, zato je o njem izšel ločen zvezek  in ločena katedra ( Földrajzinév-bizottság ) , ki dela na Ministrstvu za kmetijstvo in ima pravico dajati izjave. Sestavljajo jo strokovnjaki s področja jezikoslovja, šolstva, prometa, hidrologije, varstva narave, javne uprave, etničnih manjšin, zunanjih odnosov in drugih področij.
Poleg imen z enim elementom so imena držav z -ország , -föld , -alföld ali -part ('država', 'dežela', 'ravnina', 'obala') in večina regij je zapisanih z eno besedo. Madžarska naselja in njihova okrožja ("mesta"), četrti ter celo madžarska imena zunaj Madžarske so prav tako zapisana z eno besedo. Pridevniška pripona -i (včasih -beli ) je pripeta neposredno na ime. Če se ime že konča na -i , ta konec se ne ponovi. 
Problematična točka: nekatera imena regij so postala ena beseda z izpuščenim vezajem, na primer Dunakanyar; takih imen je okoli 60.  Četrti je prav tako treba napisati z eno besedo, tudi če vsebujejo lastno ime (npr. Wekerletelep, dobesedno "Wekerlejevo naselje") ali če presegajo 6 zlogov (npr. Szépkenyerűszentmárton, 7 zlogov in 4 elementi, kljub zgoraj omenjenemu pravilu štetja zlogov). 
Če zemljepisno ime vsebuje občni zemljepisni izraz (kot je na primer, reka, jezero, gora, otok itd.) ali drug občni samostalnik ali pridevnik, se tvorjenka piše z vezajem (npr. Huron-tó „Jezero Huron“ ali Új-Zéland 'Nova Zelandija'). Ko se te oblike spremenijo v pridevnik, ohranijo veliko začetnico le tisti elementi, ki predstavljajo dejanska lastna imena (Kaszpi-tenger in Kaszpi-tengeri (Kaspijsko jezero), vendar Új-Zéland in új-zélandi – zélandi se ne šteje za lastno ime, ker nosi pridevniško pripono).  Enako pravilo velja za tvorjenke s tremi ali več elementi. Vendar pa so tvorjenke z več kot štirimi elementi poenostavljene (nižje uvrščeni vezaji so odstranjeni). 
Pomišljaj se uporablja za izražanje razmerja med dvema krajema, njegova pridevniška oblika pa je v celoti zapisana z malimi črkami (npr. Moszkva–Párizs „[pot] Moskva–Pariz“ in moszkva–párizsi "poti Moskve-Pariza"). Če pa višje uvrščeni povezani element postane pridevnik, bodo zemljepisna lastna imena ohranila velike črke (npr. Volga–Don-csatorna "kanal Volga-Donski kanal" v primerjavi z Volga–Don-csatornai), razen kadar elementi imena vsebujejo pridevnike ali občne samostalnike, ki se nato zapišejo z malo (npr. Cseh–Morva-dombság 'bohemsko-moravska višavja' proti cseh–morva-dombsági). 
Vsi elementi trenutnih in zgodovinskih imen držav ter geografsko-zgodovinskih imen regij so zapisani ločeno (razen zgoraj omenjenih imen, ki so zapisana kot ena beseda ali z vezajem). Pridevniške oblike  so zapisane izključno z malo začetnico. (Na primer Egyesült Királyság 'Združeno kraljestvo' v primerjavi z egyesült királysági „iz/iz Združenega kraljestva“, Dél-afrikai Köztársaság 'Južnoafriška republika' v primerjavi z dél-afrikai köztársasági, ampak San Marino Köztársaság 'Republika San Marino' v primerjavi s San Marino köztársasági ). 
V podskupinah državnih entitet, kot so okraji, območja, okrožja, soseske je samo prvi element zapisan z veliko začetnico. Pri tvorbi pridevnika se velika začetnica ohrani le, če je ta element lastno ime, npr. New York állam "Zvezna država New York" v primerjavi z New York állami. Če pa je prvi element takšne entitete občni samostalnik ali pridevniška oblika, so vsi elementi napisani z malimi črkami (npr. v imenih lokalnih upravnih enot, kot je Váci kistérség v primerjavi z váci kistérségi). 
Imena javnih površin (kot so na primer, ceste, ulice, trgi, mostovi itd.) so zapisana s presledkom in ločeno(razen elementov, ki so že sestavljeni ali vezani). Njihov prvi element je napisan z veliko začetnico. Zapis z veliko začetnico se ohrani tudi v pridevniških oblikah, npr Váci utca ' Váci Street ' in Váci utcai . 
Problematična točka: govorci morajo vedeti, ali je fraza uradno ime tega kraja ali samo poimenovanje, npr. Erzsébet híd je ime mosta (' Elizabetin most '), vendar Duna-híd se nanaša zgolj na nespecifičen most na Donavi, zato je pri slednjem treba uporabiti vezaj.
Zemljepisno ime se zapiše ločeno, če se mu za pojasnitev njegovega značaja doda občno ime, se zapiše ločeno. 
Problematična točka: pogosto ni jasno, ali je občno ime dejansko del uradnega zemljepisnega imena, npr. mnogi govorci verjamejo, da je Fertő tó dejansko ime jezera Fertő, zato ga pišejo z vezajem; ampak ime jezera je zgolj in samo Fertő , zato je treba med besedama uporabiti presledek. Poleg tega imena, kot Szahara sivatag („Saharska puščava“) ali Urál hegység „Uralsko gorovje“ ne vsebujejo občnega imena, zato se pri njih ne sme uporabljati vezaja, v nasprotju s Kaszpi-tenger tip.
Če je zemljepisno ime sestavljeno iz več elementov, ki jih zaznamujejo pripone ali zálogi (postpozicijami), se ti elementi pišejo prav tako ločeno. Velika črka začetnega elementa je ohranjena tudi v pridevniški obliki. 
Problematična točka: pripona, ki označuje svojilno razmerje, se izgubi v pridevniški obliki in povezave v končni besedi dejansko ni, vezaj pa se še vedno ne uporablja. Na primer, ko Vác környéke "Vác okolica" postane Vác környéki 'iz okolice Vác', je svojilna oznaka -e izgubljena, zato navidezno postane analogen z zgornjim tipom Kaszpi-tengeri. Medtem ko je pri imenih, kot je Külső Pesti út („Outer Pest Road“) očitno, da je külső del imena (in ne situacijska oznaka), je mogoče pridevniško obliko Külső Pesti úti pravilno tvoriti le s tem znanjem.
Zgornji primer besedne zveze Jeremiás próféta kolostor se ponovno pojavi z vrsto Mária asszony sziget 'Otok gospe Marije', kjer bi bil sziget "otok" običajno povezan z drugo besedo z vezajem, če ne bi bilo skupnega samostalnika asszony 'gospa' v izvirnem imenu, ki to onemogoča, zato je treba vse elemente napisati ločeno. 

### Zvezde in drugi astronomska telesa
Zvezde, ozvezdja, planeti in lune se pišejo z velikimi črkami, npr. Föld "Zemlja", Tejút "Mlečna cesta", zlasti če gre za astronomske izraze. Ko pa gre za vsakdanjo rabo so imena Zemlje, Lune in Sonca običajno napisana z malimi črkami (föld körüli utazás 'potovanje okoli Zemlje'). 

### Institucije
Vsa imena uradov, družbenih organizacij, izobraževalnih ustanov, akademskih inštitutov, zadrug, podjetij itd. so napisana z veliko začetnico z izjemo veznikov in členov. V pridevniških oblikah samo dejanska lastna imena ostanejo zapisana z veliko. Na primer Országos Széchényi Könyvtár 'Narodna knjižnica Széchényi ' v nasprotju z országos Széchényi könyvtári . 
Problematična točka: ni vedno jasno, ali je določen obrazec dejansko uradno ime institucije oziroma kakšno je njeno uradno ime (npr. ali je mesto, v katerem se nahaja, del imena). Poleg tega ni vedno jasno, ali je skupina dejansko institucija v smislu, da je pravno registrirana, s statutom, žigom, glavo pisma itd. Tretji problem je v tem, ali je zapisovanje organizacije mogoče popraviti, če ni napisano po zgornjem pravilu. Poleg tega so pridevniške oblike, ki izhajajo iz imen institucij, pogosto tudi zmotne, ker ljudje čutijo potrebo po ločevanju pridevnikov od pristnih navadnih samostalnikov. Prav tako ni jasno, zakaj so kinematografi obravnavani drugače (glej zgoraj), npr. Művész mozi, ampak Magyar Színház .
Če se za ponzoritev daljšega imena ustanovi uporabi le en del prvotnega imena, se velika začetnica ohrani, v primeru, da gre za določeno ključno besedo imena. Če pa je za celotno ime uporabljeno občno ime, se piše z malimi črkami (razen za Akadémia za Madžarsko akademijo znanosti in Opera za madžarsko državno opero). 
To pravilo je pogosto kršeno v pravnih dokumentih, kjer želijo avtorji čim bolj jasno povedati, da se imena nanašajo predvsem na pogodbene stranke, zato jih pišejo z velikimi črkami (ne le občna imena v imenih podjetij, ampak tudi splošne besede, ki se nanašajo na vpletene stranke).
Podrejene enote institucij se pišejo z velikimi črkami, če gre za večje oddelke (npr. Földrajzi Társaság „Geografsko društvo“ pod Madžarsko akademijo znanosti). V to skupino niso vključene kadrovske službe ali upravniki. 
Pri manj tipičnih ustanovah, kamor spadajo železniške postaje, letališča, kinematografi, restavracije, kavarne, trgovine, kopališča in toplice, pokopališča itd. so z veliko začetnico zapisani le tisti deli, ki se nanašajo na lastna imena (z izjemo prve besede). Njihove pridevniške oblike ohranjajo prvotni sklon. Na primer Keleti pályaudvar "Vzhodna železniška postaja" v nasprotju s Keleti pályaudvari ; Vén Diák eszpresszó 'Stara študentska kavarna' v nasprotju z Vén Diák eszpresszóbeli. 

### Imena blagovnih znamk
Imena izdelkov, artiklov in blagovnih znamk so napisana z veliko začetnico, npr. Alfa Romeo. Sem ne spadajo imena, ki vključujejo material ali poreklo izdelka, npr. narancsital 'pomarančni sok'. Če je k imenu za pojasnitev dodana beseda, ki nakazuje vrsto izdelka, se to naredi s presledkom in z malimi črkami, npr. Panangin tabletta 'tableta Panangin'. 

### Nagrade
Besede, ki označujejo nagrade, priznanja, medalje ipd., se na lastna imena vežejo z vezajem, npr. Kossuth-díj 'Kossuthova nagrada.' Če je ime sestavljeno iz več elementov, katerih povezanost je zaznamovana, so vsi elementi napisani z veliko začetnico, npr. Akadémiai Aranyérem 'Zlata medalja Akademije.' Stopnje in vrste nagrad so napisane z malimi črkami. 

### Naslovi del
Naslove delimo na stalne in posamezne naslove: prvi so naslovi časopisov, periodičnih publikacij in revij pa tudi drugih publikacij, drugi pa se uporabljajo pri literarnih, umetniških, glasbenih in drugih delih. 
Vsi elementi naslovov rednih publikacij so napisani z velikimi črkami (npr. Élet és Tudomány 'Življenje in znanost' [tednik]),  medtem ko je v posameznih naslovih samo prva beseda napisana z veliko začetnico (npr. Magyar értelmező kéziszótár 'Madžarski tolmaški slovar' ali Kis éji zene "Mala nočna glasba"). 
Pripone so pripete na naslov brez vezaja, razen če se naslov že konča s pripono ali ločilom, ali če pripona tvori pridevnik: v takih primerih je potrebno uporabiti vezaj. (Na primer: a Magyar Hírlapban 'v madžarskem Hírlapu', ampak Magyar Hírlap-szerű 'podoben madžarskemu Hírlapu' ).

### Nelastna imena
Imena državnih in verskih praznikov, prireditev, pomembnih dni, obdobij in zgodovinskih dogodkov se pišejo z malo začetnico. Enako velja za imena mesecev, dni, narodnosti in etnij, jezikov in jezikovnih skupin ter ver.  Prav tako se dogodki, programi in dogovori ne pišejo z veliko začetnico,  razen če imajo institucionalno ozadje. 
Problematična točka: povprečen govorec ne more vedno vedeti, ali ima dogodek institucionalno ozadje. Zato se dogodki še vedno običajno pišejo z velikimi tiskanimi črkami.
Občna imena, ki izražajo čin ali razmerje, se lahko pišejo z veliko začetnico, če govorec želi izraziti vljudnost.  Pripone in naslovi, kot so Doktor, Mlajši, Starejši, in njihove okrajšave so napisane z veliko začetnico le, če so na vidnem mestu (npr. na poštnih naslovih ali seznamih). 

## Tujke in izposojenke
Tuje besede bodisi ohranijo svoj tuj zapis ali se fonetično prečrkujejo po madžarskem pisnem sistemu.

### Občna imena
Če beseda izvira iz jezika, ki uporablja latinsko pisavo, se prečrkuje le, če je postala sestavni del madžarskega jezika (npr. laser > lézer ; manager > menedzser ).  V drugem primeru, če se beseda ni splošno uporabljena v madžarščini, obdrži prvotno črkovanje, npr. bestseller , myocarditis , rinascimento .  Tu pravila zapisa niso tako striktna, saj so številni splošno uporabljeni izrazi zapisani enako kot v izvirniku, npr.  musical ali show . Določene besedne zveze iz tujih jezikov so vedno zapisane v izvirni obliki, tudi če bi se posamezne besede drugače prečrkovale ločeno, npr. tuberkulózis v primerjavi z tuberculosis bronchialis. 
Problematična točka: v nekaterih primerih je mogoče videti to nedoslednost, če vzamemo kot primere fitnesz za 'fitnes' in wellness, Milánó terTorino . Nekatere besede, ki so že dolgo prisotne v madžarščini, so zapisane v izvirnem jeziku (npr. musical), kljub temu, da gre za spošno znane izraze. Do tega pride zaradi neobičajnih skupin glasov, ki niso tipični za madžarščino (kot je [mju] v *mjuzikel), ali zaradi možne zamenjave z  že obstoječo madžarsko besedo (npr. show za só 'sol'). Poleg tega se lahko tradicionalno madžarsko prečrkovanje ne uporabi za jezike, kot je kitajščina, ki že imajo latinsko različico svojega pisnega sistema. Prav tako pa tudi morda ni očitno, ali je treba za osnovo šteti latinsko ali nelatinsko različico uradne jezika v posamezni državi (npr. Indijska imena).
Nekatere karakteristike izvirnega črkovanja se včasih ohranijo, npr. nogomet > futball (/fudbal/), milijon > millió (/milió/). Dvočrkje ch se ohrani, če se izgovori kot  [h]. Črka x se piše kot x, če se izgovori "ksz". V nasprotnem primeru, da se izgovori "gz", pa se običajno zapiše kot gz (spet z nekaj izjemami). Dvorčkje qu se vedno prečrkuje v kv . 
Če izvirni jezik uporablja nelatinski zapis (grščina, ruščina, kitajščina, itd.),  se besede fonetično prečrkujejo. Tu ne gre izključno za natančno transkripcijo: včasih se tuja izgovorjava prilagodi, da bolj ustreza madžarski fonologiji (npr. szamovár in tájfun sta prečrkovanki iz "samovar", "tajfun").  V praksi pa se namesto tega pogosto uporabljajo angleške transliteracije, na primer uporaba gyros namesto gírosz).

### Lastna imena
Lastna imena iz jezikov z latinsko abecedo so običajno zapisana enako kot v izvirniku, npr. Shakespeare, Horatius, Chopin (vključno z vsemi diakritičnimi znaki (npr. Molière, Gdańsk)). 
Nekatera tuja lastna imena imajo domačo madžarsko ustreznico, npr. Kolumbusz Kristóf za Krištofa Kolumba (po vzhodnem vrstnem redu imen, kar je značilno za madžarščino). Pri nekaterih imenih sta se ime in besedni red prilagodila madžarskim pravopisnim pravilom, a se priimek pri tem ni spremenil, npr. Verne Gyula za Julesa Verna. Imena, ki so bila prevzeta v bližnji preteklosti, so nespremenjena. Izjema so le nekatera imena, ki jih je mogoče napisati le v madžarskem črkovanju, npr. Krisztián za Kristjana in Kármen za Karmen. 
Tako kot pri občnih imenih se ch in x ohranita tako v osebnih imenih kot v zemljepisnih imenih tujega izvora (npr. Beatrix , Mexikó). Splošno znane in ustaljene oblike lastnih imen iz jezikov z nelatinično pisavo (npr. Ezópus (Ezop), Athén , Peking ) se pišejo v ustaljeni obliki (in ne v bolj fonetično točni obliki kot bi bila npr. Aiszóposz, Athénai/Athína, Pejtying). Nekatera splošno uveljavljena tuja imena imajo eno splošno obliko, ki se uporablja v besednih zvezah, in drugo, ki se specifično nanaša na osebo (npr Pitagorasz tétele "Pitagorejev izrek", ampak Püthagorasz za samega filozofa). 

### Končnice
Končnice se v večini primerov neposredno pripenjajo na besedo. Pripona -i se v pisni obliki izpusti, če se beseda že konča na črko i (npr. Stockholm > stockholmi vendar Helsinki > helsinki ). V primeru končnic , katerih oblike se spreminjajo po pravilu o harmoniji samoglasnikov, je treba uporabiti obliko končnice v skladu z dejansko izgovorjavo.  Če določena končnica zahteva podaljšanje končnih samoglasnikov a, e, o, ö, se podaljšajo po običajnem vzorcu, npr. Oslo > Oslóban , oslói .  Poleg tega sledijo izgovorjavi besede glede na končni soglasnik in sprednje oziroma zadnje samoglasnike (npr. Bachhal 'z Bachom', Greenwichcsel "z Greenwichom"). 
Če je zadnja črka tuje besede neizgovorjena ali je del kompleksne skupine črk, se pri pripenjanju končnic doda vezaj (npr. guillotine-nal 'z giljotino', Montesquieu-vel 'z M.').  Če je pridevnik tvorjen iz lastnega imena samo z enim elementom, bo ta zapisan z malo začetnico (npr. voltaire-es "v slogu Voltaira"). 
Vezaj se uporablja tudi, če se iz večbesednega imena tvori pridevnik (npr. Victor Hugó-i "tipično za Viktorja Huga.', San Franciscó-i 'na podlagi San Francisca'). Zadnji samoglasnik se podaljša tudi v pisni obliki, če je izgovorjen in to zahtevajo fonološka pravila.  Če se pripona začne z isto črko kot podvojena črka končne besede se prav tako vstavi vezaj (npr. Grimm-mel 'z Grimmom'). 

## Vstavljanje vezajev
Vstavljanje vezajev na koncu vrstice je odvisno od tega, ali je tam zlahka prepoznavna besedna meja. Če beseda ni tvorjenka (oziroma, če besedna meja ni v bližini), se beseda veže po zlogih, sicer pa po besednih elementih (npr. vas-út 'železnica', dobesedno 'železna cesta' namesto *va-sút ). 
Število zlogov opredeljuje število samoglasnikov (tj. vsak zlog mora vsebovati en in samo en samoglasnik). Zlog se lahko začne z največ enim soglasnikom (z izjemo prvega zloga, ki lahko vsebuje do tri začetne soglasnike). To pomeni, da se lahko zlog začne brez soglasnika le, če za predhodnim samoglasnikom ni soglasnika (npr. di-ó-nyi 'velikosti oreha'), in, da če je med samoglasniki več soglasnikov, lahko le en preide na naslednji zlog (npr. lajst-rom 'seznam'). 
Vstavljanje vezajev običajno sledi izgovorjavi in ne pisni obliki. Če beseda vsebuje več samoglasniških črk, vendar se te izgovarjajo kot en zvok, vanjo ni mogoče vstaviti vezaja (npr. Soós 'priimek', blues 'modri').  Izgovoravo se mora upoštevati v primeru dvočrkja ch, ki se izgovarja kot en zvok in morata biti obe črki skupaj (npr. pszi-chológia, züri-chi "iz Züricha").  Madžarski priimki dobijo vezaje glede na izgovorjavo, npr. Beöthy > Beö-thy [pr. bő-ti], Baloghék 'družina Balogh' > Ba-lo-ghék [pr. balog], móri-czos 'tipično za Móricza' [ˈmoːrits] .  Enako načelo velja za tuja občna in lastna imena, npr. Ljub-lja-na, Gior-gio, Fi-scher (soglasniki; ker lj, gi in sch označujejo posamezne zvoke) in Baude-laire, Coo-per (samoglasniki).  Celo kratice lahko prejmejo vezaje, če vsebujejo vsaj dva samoglasnika (npr. NA-TO) ali na meji kratice in pripone, kjer že obstaja vezaj (npr. NATO-ért "za Nato"). 
Po drugi strani x označuje dva zvoka, vendar ni ločen po prejšnjem pravilu ločevanja na besednih mejah (npr. ta-xi namesto *tak-szi , ki temelji na fonetiki).  Dolgi dvojni soglasniki se ločijo in njihove prvotne oblike se obnovijo, če so na meji dveh zlogov (npr. meggyes 'z okusom češnje' > megy-gyes ).  Pri zapisu ni priporočljivo pustiti enega samoglasnika na koncu ali začetku vrstice, čeprav se to ne smatra za slovnično napako (npr. Á-ron, Le-a ).  Dvojni  in dolgi samoglasniki se lahko ločijo (npr. váku-um 'vakuum' in ton-na 'tona')).   Pregibne pripone se ne štejejo za elemente same po sebi (npr. čeprav je podstava pénzért 'za denar' pénz, se vezaj vstavi kot pén-zért namesto *pénz-ért ). 
Pri tvorjenkah se lahko vezaj vstavi na besednih mejah (za razliko od vstavljanja na podlagi izgovorjave), če je predpona ali pripona splošno priznana, npr. fotog-ráfia (po zlogih) ali foto-gráfia (po elementih).  Elementi se upoštevajo tudi v sestavljenih imenih (npr Pálffy [pr. pálfi], s vezajem kot Pál-ffy , namesto *Pálf-fy ).  Včasih različni načini vstavljanja vezjev odražajo različne besede (npr. me-gint 'spet', ena sama beseda, vezana na zloge, prim. meg-int 'opomniti', tvorjenka z besedno predpono, vezana na podlagi elementov).  Vezaji se ne smejo ponavljati na začetku naslednje vrstice, razen v specializiranih učbenikih, kot opozorilo na pravilno obliko. 
Problematična točka: nekateri samoglasniški pari se včasih izgovarjajo kot diftongi, npr. augusztus "Avgust", ki se pogosto izgovarja v treh zlogih, kot au-gusz-tus, čeprav bi se morala beseda obravnavati kot beseda s štirimi zlogi po pravilu štetja zlogov (zgoraj) . Druga problematična točka je, da nekatere besede izgledajo kot tvorjenke, čeprav to niso (npr. jobbágy 'hlapec' > job-bágy , čeprav sta jobb 'boljši' in ágy 'postelja' obstoječi besedi). Tretja možna težava je, da čeprav vezaj strogo sledi izgovorjavi, pride do tega, da se soglasniki, ki so zapisani kot dolgi, a se izgovarjajo kot kratki, obravnavajo, kot da bi bili izgovorjeni dolgo (npr. milliméter se izgovarja [miliméter], tako da bi bil vezaj lahko postavljen kot mi-lli-mé-ter, vendar ker sledi pisni obliki bo vezaj postavljen kot mil-li-mé-ter. Kossuth je označen kot Kos-suth , čeprav se ss izgovarja kratko). Nadaljnja težava je v tem, da sedanja madžarska fonologija dz ne šteje za pravi dvoglasnik, ampak se obravnava kot dvočrkje, obe črki pa je treba premakniti skupaj (npr. ma-dzag 'string'). Tročrkje dzs se tudi obravnava kot ena črka, čeprav se izgovarja dolgo (npr. me-ne-dzser 'impresario'). Nazadnje, pravila izgovorjave in črkovanja tujih besed niso vedno znana, zato govorci tujk ne bodo vselej znali prečrkovali (čeprav jih lahko ločijo na drugem mestu ali pa jih v celoti prenesejo v naslednjo vrstico).

## Ločila

### Na koncu stavka
Ločila se dodajo na konec stavka, odvisno od namena in pomena stavka. Klicaj se ne uporablja samo za vzkličnost, ampak tudi za želje in ukaze. Če stavek formalno odraža eno razpoloženje, dejansko pa je pomen drugačen od formalno odraženega, se ločilo izbere glede na slednji, dejanski pomen. Ločila se lahko ponavljajo ali kombinirajo, da izrazijo čustva, ki so atipično intenzivna ali kompleksna (na primer, Hogy képzeled ezt?! Hogy képzeled ezt?! 'Kako si drzneš?!' ) 
V primeru prirednih stavkov se ločilo prilagodi končnemu stavku.  V podrednih stavkih se ločilo ujema s pomenom nadrednega stavka, razen če je glavni stavek samo simboličen in poudarja podrejeni stavek. 

### Med stavki
Vejica (ali dvopičje, podpičje itd.) mora biti postavljena na konec stavka, ne glede na to, ali je med stavkoma veznik ali ne.  To velja v primeru, da se sestavek začne z enim od veznikov és, s, meg 'in' in vagy 'ali'. Kakorkoli, pa je včasih težko oceniti, ali je del povezan z vezniki, ločen stavek (ker v primeru, da ni, vejica ni potrebna). Na primer: Bevágta az ajtót, és dühösen elrohant. 'Zaloputnil je z vrati in jezen odhitel stran.' toda Hirtelen felugrott és elrohant . 'Nenadoma je skočil in odhitel.' 
Pred strukturami primerjave, ki se začnejo z besedami kot je mint 'kot' mora biti vejica. Izjema je konstrukcija 'več kot', ki ima zgolj funkcijo poudarjanja (v nasprotju s 'praktično' ali 'skoraj').  V primeru dvojnega veznika, ki izraža 'namesto da ', 'brez, da' itd., mora biti samo pred prvim elementom vejica – razen če je prvi element tesno povezan s prvim stavkom, v tem primeru vejica je postavljena med obema veznikoma. 
Podpičja se običajno uporabljajo za ločevanje več tesno povezanih stavkov, če so ti med seboj ohlapno povezani. Podpičje se lahko uporablja tudi, da se poudari, da imata dva posamezna stavka le ohlapno povezavo med seboj. 
Dvopičja prenesejo pozornost bralca na sledečo idejo. Dvopičja tudi označujejo, da v nadaljevanju sledi pomembna razlaga ali sklep. Če stavek uvaja več ločenih povedi, so vse (vključno s prvo) napisane z veliko začetnico. 
Včasih se lahko za piko, vprašajem ali klicajem uporabi pomišljaj, da se izrazi, da sledi posebno sporočilo/ideje. 

### Med elementi stavkov
Elementi prirednih stavkov so ločeni z vejicami, če med njimi ni uporabljen veznik.  Podpičje se lahko uporablja za ločevanje nizov besed, pri katerih so elementi ločeni z vejicami.  Če je med prirednimi elementi uporabljen veznik, se pred stavkom uporabi vejica,  razen če je veznik ena izmed besed és, s, meg 'in' ali vagy 'ali', pri čemer se vejica nato izpusti. Ker kratica stb. 'itd.' vključuje veznik s 'in', vejice prav tako ni potrebna.  Na primer: tetszetős, de helytelen elmélet 'privlačna, a napačna teorija,' a rózsának , a szegfűnek vagy a levendulának az illata 'vonj vrtnice, nageljna ali sivke.'
Če se priredni stavčni element pojavi na koncu stavka tako, da je ločen od sorodnih elementov in postavljen tja naknadno, se od preostalega stavka loči z vejico. Na primer: Ernyőt hozzál magaddal a kirándulásra, vagy kabátot! 'Na ekskurzijo prinesite dežnik ali dežni plašč.'  Priredne strukture, oblikovane s povezanimi vezniki (npr. "ali – ali"), so zapisane z vejico pred drugim veznikom. 
Pristavki so od referenčnega elementa ločeni z vejico (ali dvopičjem), če so v enakem slovničnem razmerju kot referenčni element. Če se pristavek v stavku pomakne bolj nazaj, bo vejica neposredno pred njim.  Če pristavku sledi premor v govoru, se lahko za njim prav tako postavi vejica.  Če je osebnemu imenu dodana opisna besedna zveza, vendar ima le zadnji del končnice (in ne gre dejansko za pristavčno razmerje), se za osebnim imenom ne uporablja vejica.  Na primer: Nagy Elemérnek, városunk díszpolgárának 'Elemérju Nagyju, častnemu meščanu našega mesta' – zaradi svojilne strukture imata oba elementa končnice, drugi del pa je lahko zgolj in samo pristavek in je zato potrebna vejica. Po drugi strani ima v primeru Nagy Elemér díszpolgárnak 'Častni občan Elemér Nagy' celotna struktura  na koncu eno samo pripono, zato to ne more biti pristavek in vejica ni uporabljena. Če je pristavek ali referenčni element izpeljanka iz besede maga ("sam" itd.), se vejica ne uporablja.  Vendar pa za prislovi, ki se uporabljajo pristavčno, vseeno pride vejica. 
Elementi podrednega stavka nimajo vejic (npr. fekete szemüveges férfi 'mož s črnimi očali' – beseda fekete 'črnimi' ni podrejena besedi férfi 'človek' temveč besedi szemüveg 'očala').  Če beseda mint "kot" stoji pred besedno zvezo, ki izraža status ali kakovost, pred njo ni vejice (npr Bátyámat mint tanút hallgatták ki. 'Moj brat je bil zaslišan kot priča.').  Strukture, tvorjene s pridevniškim deležnikom, običajno niso ločene od stavka z vejico, še posebej, če je deležnik neposredno povezan z njim. Če je pa ta del ohlapno vezan na stavek (posebej, če ima deležnik lastno določilo), je priporočljivo uporabiti vejico. 

### Elementi, vrinjeni v stavek

#### Medstavčje (interpozicija)
Besede ali besedne zveze (zlasti zunanji elementi), ki so vrinjene v stavek, prejmejo vejic, pomišljaje (s presledki) ali oklepaje. Na primer: Bátyámat, a baleset tanújaként, többször is kihallgatták. ali Bátyámat – a baleset tanújaként – többször is kihallgatták. ali Bátyámat (a baleset tanújaként) többször is kihallgatták. 'Moj brat je bil kot priča nesreče večkrat zaslišan.' Glede na ubeseditev se lahko vejica izpusti okoli vrinjenih elementov, če to odraža avtorjev namen, npr. A vonat, persze, megint késett. 'Vlak je seveda spet zamujal.' se lahko zapiše tudi brez vejic. Če je veznik mint "kot" pred v, ločeno s premori v govoru, se lahko pred in za vstavljenim delom uporabijo vejice.  Podredni stavki so prav tako ločeni z vejicami, pomišljaji ali oklepaji, če so vrinjeni v drug stavek. Évi, bár még át tudott volna szaladni az úttesten, hagyta elmenni a teherautót. 'Eva, četudi bi lahko zbežala po cesti, je pustila tovornjak oditi.' 
Če se beseda, besedna zveza ali stavek vrine tik ob ločilo, se ločilo postavi za parom pomišljajev ali oklepajev. Na primer: Műszaki egyetemen szerzett diplomát – vegyészmérnökit –, de író lett. 'Diplomiral je na tehnični univerzi – kot kemijski inženir – a je postal pisatelj.' Če pa je vrinjen neodvisen stavek, se ločilo vstavi v oklepaje. 

#### Naslavljalne oblike
Naslavljalnim oblikam običajno sledi klicaj, npr. Kedves Barátaim! "dragi prijatelji!".  V zasebnih pismih se lahko uporablja tudi vejica.  Če ta oblika stoji v stavku, je ločena od ostalih z vejicami. 
Problematična točka: intonacija je včasih neprekinjena, preden se pristavčne strukture vrinejo v stavke, zato je celo ugledna založba izdala vrsto knjig z naslovom Magad uram, ha gondod van a PC-vel "Naredite sami, gospod, če imate težave z računalnikom," brez vejice pred uram. 

#### Citati
Narekovaja sta postavljena spodaj na začetku in zgoraj na koncu citiranega, oba znaka sta obrnjena v levo, zavita in dvojna. Če je v citatu vključen drug narekovaj, se uporabljajo kotni narekovaji (obrnjene vejice), ki so s konci obrnjeni drug proti drugemu: („citat 1 »citat 2« citat 1").
Po stavku, ki uvaja citat citat, se postavi dvopičje, končno ločilo pa se bati postavi kot v izvirniku. Male začetnice je treba uporabljati le, če so te tudi v izvirniku. Če citatu sledi stavek, ki uvaja citati, sta stavka ločena s pomišljajem (in presledki). Ločila izvirnega besedila so ohranjena, razen pike, ki je izpuščena. Če je citirani stavek vstavljen v sam citat, je napisan z malimi črkami in ločen s pomišljaji (in presledki). Drugi narekovaj stoji na koncu citata. Na primer: Így felelt: „Igen, tudom." ali „Igen, tudom" – felelte. ali „Igen – felelte –, tudom." "Da, vem," je odgovoril. 
Če se citat naravno zlije z besedilom (se pravi se bere in izgovarja kot enoten del stavka in ne kot ločen vrinjen del), je citirani del označen z narekovaji, besede, ki uvedejo citat, pa so zapisane z malimi črkami (neglede na izvirnik). Na primer: A tanterv szerint az iskola egyik célja, hogy „testileg, szellemileg egészséges nemzedéket neveljen". 'Skladno z učnim načrtom je eden od ciljev šole "vzgojiti telesno in duševno zdravo generacijo." Pri citiranju besed drugih posameznikov se glede na njihovo vsebino narekovaji ne uporabljajo: Alkotmányunk kimondja, hogy társadalmi rendszerünknek a munka az alapja. "Naša ustava pravi, da naš družbeni sistem temelji na delu." Enako se obravnava posredni govor. 
V leposlovju in prozi so citati namesto z narekovaji označeni s pomišljaji , ki se postavijo na začetek vrstice. Če je citat napisan v drugi vrstici, se pomišljaj postavi zgolj pred citat. Če citatu sledi stavek, ki citat uvaja, sta stavka ločena z dodatnim pomišljajem (pika je izpuščena na koncu, ostala ločila se ohranijo, kot je opisano zgoraj). Če se za avtorjevimi besedami citat nadaljuje, sledi še en pomišljaj.  Na primer:
– Nagyon vártalak már – fogadta a barátját. – Sok a teendőnk.
»Čakal sem te,« je pozdravil prijatelja. "Veliko moramo narediti."

### Med besedami in njihovimi elementi
Pred medmeti in za njimi sledijo vejice. Če medmetu sledijo poudarjene besede be ali de 'koliko', je vse vejice mogoče izpustiti, odvisno od naglasa in premorov v stavku. 
V primeru dveh zaporednih veznikov (npr. zaradi vrinjenega stavka), je samo pred prvim veznikom vejica, npr. Hívták, de mert hideg volt, nem indult útnak. 'Povabili so ga, a ker je bilo mrzlo, ni šel na pot.' 
Vezaj se uporablja med besedami in njihovimi elementi v naslednjih primerih (določene točke opisujejo že drugje omenjene informacije): 
- v primeru treh zaporednih enakih soglasniških črk na meji sestavljenih elementov ter med lastnim imenom in njegovo končnico (glej zgoraj)
- ko se besede ponovijo, v koordiniranih tvorjenkah, v več vrstah podrejenih zloženk (glej zgoraj) in v atipičnih, situacijskih tvorjenkah v pesniškem jeziku (npr. bogancs-szívem 'moje srce bodika')
- če sta končna ali začetna beseda dveh ali več zloženk enaki in je v celoti izpisan le zadnji primer; prejšnji, izpuščeni primeri so označeni z vezajem, npr. tej-, zöldség- és gyümölcsfelhozatal 'prihod mleka, zelenjave, in sadja,' bortermelő és -értékesítő szövetkezet "zadruga za pridelavo in trženje vina"
- v številkah, napisanih s črkami: več kot dva tisoč, če sledi več številk (glej spodaj)
- samostalniki in iz njih izpeljani pridevniki so v več primerih povezani z lastnimi imeni z vezajem (glej zgoraj)
- z dvojnimi priimki (glej zgoraj)
- z več vrstami zemljepisnih tvorjenk (glej zgoraj)
- z breznaglasno vprašalno besedo -e (npr Tudod-e, merre menjünk? 'Ali veste, kam naj grem?' )
- v primeru parov številk (bodisi s številkami ali črkami), podanih v približnem smislu (npr. nyolc-tíz nap "nekaj osem ali deset dni")

Pomišljaj se v madžarskem pravopisu omenja pod dvema imenoma: gondolatjel (dobesedno "miselni znak") in nagykötőjel (dobesedno "veliki vezaj"). Prva pomišljaj velja za primere, ko loči vrinjeno opombo, običajno stavek ali besedno zvezo (glej zgoraj): ta se vselej uporablja s presledki na obeh straneh (ali z vejico in presledkom za njo). Drugi pomišljaj se uporablja za povezovanje posameznih besed, s čimer se ustvari fraza: ta pomišljaj se ponavadi uporablja brez presledkov. Ta pomišljaj se uporablja med besedami v naslednjih primerih: 
- za povezovanje imen ljudstev ali jezikov (npr. francia–spanyol határ "francosko-španska meja")
- za povezovanje lastnih imen v ohlapnem, občasnem (tj. neinstitucionaliziranem) razmerju (na primer, ko so avtorji knjige omenjeni drug za drugim pri tekmah dveh športnih ekip)
- za izražanje razmerja med dvema točkama (v času ali prostoru, npr. Budapest–Bécs „[pot] Budimpešta–Dunaj“). Opomba: pomišljaj je lahko izjemoma obdan s presledki v bolj zapletenih primerih, npr . e. 753 – i. sz. 456 '753 pr.n.št. – 456 n.št.'
- za podajanje vrst strojev, med črkami ali besedami in številko (npr Apollo–11 )

S tripičjem (...) označujemo, da je ideja nedokončana (in je mogoče sklepati, da sledi več informacij) ali če je del besedila izpuščen iz citata. 

### Pripenjanje končnic
Pripone so se običajno pripenjajo na besede neposredno, vendar se v nekaterih primerih uporablja vezaj: 
- v primeru treh zaporednih enakih soglasniških črk v primerih, ko črk ni mogoče poenostaviti, na primer pri lastnih imeni, ki se končajo na dvojne črke in imajo pripono (glej zgoraj);
- osebna in zemljepisna imena ter naslovi periodičnih publikacij, sestavljenih iz več ločenih elementov, imajo pridevniške izpeljanke z vezajem (glej zgoraj), npr. Leonardo da Vinci-s "značilno za Leonarda da Vincija" (vendar Leonardo da Vincivel 'z Leonardom da Vincijem'), New York-i 'N. Y. Na podlagi New Yorka.' (vendar New Yorkban 'v New Yorku' )
- lastna imena (vključno z osebnimi imeni, zemljepisnimi imeni, imeni institucij, naslovi periodičnih publikacij) z enim samim elementom prevzamejo vezaj pred izpeljevalnimi elementi z značilnostmi kočnic, kot je -szerű in -féle (npr Petőfi-szerű ' Petőfi -like,' prim. Petőfivel 's Petőfi' in petőfis "tipično za Petőfi")
- če se končna črka ne izgovori ali je ta črka del bolj zapletene skupine črk, so pripone povezane z vezajem (glej zgoraj)
- števke, ločila, tipografski znaki, okrajšave in kratice imajo vezaj pred priponami (glej spodaj)

### Druge informacije o ločilih
Za naslovi periodičnih publikacij, knjig, pesmi, člankov, študij, razprav, za imeni institucij in smernimi tablami, če so označeni ali stojijo sami, pika ni potrebna. Lahko pa se v besedilo vstavijo podnaslovi, katerim lahko sledijo drugi stavki: v tem primeru se za njimi postavi pika. V označenih naslovih je mogoče uporabiti tudi vprašaj ali klicaj. 
Pika se uporablja v naslednjih primerih: 
- za rimskimi in arabskimi številkami, ki označujejo zaporedne številke (glej spodaj)
- po določenih vrstah okrajšav (glej spodaj)
- za številkami, ki označujejo leto, mesec in dan datuma (glej spodaj).

Dvopičje se uporablja za poudarjanje fraze ali stavka, ki se omeni kot primer.  Uporablja se tudi med imenom avtorja in naslovom dela, če sta podana brez skladenjskega sklicevanja drug na drugega. Če gre za svojilnik, se dvopičje ne uporablja. (Na primer: Arany János: Toldi pa Arany János Toldija 'Toldi Jánosa Aranyja.'). 
Vezaj se uporablja na koncu vrstice, ko bi se del besede nadaljeval v drugo vrstico. Če beseda iz kakršnega koli razloga že vsebuje vezaj, se ta beseda postavi na konec vrstice, kot da vsebuje pomišljaj. 
Če je del v oklepaju tesno povezan s stavkom, se končno ločilo postavi za oklepaj. Če se del v oklepaju konča s piko, je treba ločilo še vedno postaviti za oklepaj. 
Za izražanje ironičnega ali drugega čustvenega prizvena se lahko uporabljajo narekovaji (čeprav pretirana uporaba ni priporočena).  Okoli naslovov knjig, del, člankov itd. je mogoče uporabiti narekovaje – v tem primeru lahko pripone povežete z vezajem. 
Začetek decimalnih ulomkov se označi z vejico. Številke z več kot štirimi števkami so razdeljene s presledki, v skupinah po tri, od najmanjših številk proti večjim (Glejte več spodaj. ) 
Pogosto se uporabljajo tudi naslednji znaki in simboli: plus (+) za seštevanje, minus (–) za odštevanje, interpunkt ( · ) za množenje, dvopičje ( : ) za deljenje, enačaj (=) za enakost, znak odstotka (%) za izražanje odstotkov, poševnica (/) za izražanje alternativnosti ali ulomkov, znak razdelka (§) za sklicevanje na odseke, obelus (⁒), ki pomeni "prosim, obrnite", zvezdico ali nadpisne številke (* ali 1 ) za označevanje opomb, desni dvojni zaviti narekovaj (") za izražanje ponavljanja (v nasprotju z ravnimi narekovaji ), en sam zaviti narekovaj (') za izražanje neprisotnost nečesa, simbol stopnje za označevanje stopinj (Celzija) in tilda (~) za izražanje ponovitve ali enakovrednosti. Končnice se stikajo z znakom odstotka, znakom razdelka in simbolom stopnje z vezajem, pripona pa bo odražala izgovorjeno obliko glede na asimilacije in povezovalne samoglasnike, npr. 3%-kal [pr. "három százalékkal"] 'za 3%.' 

## Okrajšave in kratice
Ti dve skupini se razlikujeta glede na to, ali se skrajšana oblika uporablja samo v pisni obliki (okrajšave) ali tudi v govoru (akronimi). Kratice se lahko izgovarjajo po črkah (npr. OTP 'Nacionalna hranilnica' [pr. ótépé]), ali kot beseda ( MÁV „Madžarske državne železnice“ [pr. máv]). Člen pred temi oblikami se vedno prilagodi govorni obliki. 

### Okrajšave
Okrajšave so zapisane z eno besedo, ne glede na to, ali so ustvarjene iz posameznih samostalnikov, samostalnikov z izpeljevalnimi priponami ali tvorjenkami, in se pišejo s piko. Če okrajšava ohrani konec izvirne besede, se pika kljub temu ohrani (npr. pság. < parancsnokság 'sedež'). Okrajšave besednih zvez običajno sestajajo iz tolikih elementov, kot jih vsebujejo izvirni izraz ( s. k. < saját kezével 's svojo/njeno roko'), vendar obstajajo izjeme (npr. vö. < vesd össze 'primerjaj'). Velike in male črke se običajno hranijo v okrajšavah (npr Mo. < Magyarország 'Madžarska'), a kljub temu se pri nekaterih okrajšavah, ki so osnovno zapisane z malimi črkami, uporabljajo velike črke (npr. Ny < nyugat 'zahod'). Merske enote se uporabljajo skladno z mednarodnim standardom, odvisno od tega, ali znak izvira iz občnega imena ( m < méter ) ali lastnega imena ( N < njuton, poimenovan po Isaacu Newtonu). Standardne oblike okrajšav se ne spremenijo niti pri napisih, ki so zapisane z veliko začetnico ( ÁRA: 100 Ft "CENA: 100 HUF"). 
Nekatere okrajšave se zapisujejo brez pik, kot so imena valut, glavne in stranske smeri neba, kode držav na avtomobilih, kode imen držav, kemični, fizikalni, matematični simboli, simboli enot itd. Piko je mogoče izpustiti iz okrajšav v enciklopedijah, vendar jih je treba obrazložiti v legendi. Pika se ne uporablja za okrajšavami, pri katerih je zadnji element polnopomenska beseda (npr. uaz < ugyanaz 'enako'). 
Pripone se pripnejo na okrajšave glede na njihovo izgovorjavo (tudi če se izgovorjava precej razlikuje od simbola, npr. Fe [ vas 'železo'] > Fe-sal [ vassal 'z železom'] in tudi člen mora odražati izgovorjeno obliko).  Če okrajšava sestavlja polnopomensko besedo s tvorjenko, se poveže z vezajem (npr. fszla.-kivonat < folyószámla-kivonat 'izpisek tekočega računa'). 

### Kratice
Kratice so delijo v dve skupini: v tiste, ki so sestavljene samo iz začetnic (betűszók dobesedno „črke-besede“) in tiste, ki so sestavljene iz delov izvirne besede (szóösszevonások 'besedne kontrakcije').
Prvo skupina se ponovno deli glede na to, ali označujejo lastna imena (napisana z velikimi črkami, npr. ENSZ < Egyesült Nemzetek Szövetsége 'Organizacija Združenih narodov', tu je potrebno upoštevati, da sta oba znaka dvočrkja SZ velika) ali občna imena (napisana z malimi črkami, npr. vb < végrehajtó bizottság 'izvršni odbor', tu je potrebno upoštevati, da je kljub dvema elementoma napisana kot ena beseda). Nekatere kratice, ustvarjene iz občnih imen, so še vedno napisane z velikimi črkami, zlasti v znanosti ( URH < ultrarövidhullám „ultra-visoka frekvenca“), vendar so lahko sprejete tudi druge kratice z velikimi začetnicami (TDK < tudományos diákkör 'študentski znanstveni krožek'). V nekaterih primerih so polnopravne besede ustvarjene iz izgovorjene oblike okrajšav, ki označujejo pogosta imena (npr. tévé < tv < televízió). 
Problematična točka: če je kratici dodana beseda, je treba vedeti, ali akronim že vsebuje pomen te besede: če ne, se šteje za tvorjenko, zato je potreben vezaj (npr. CD lemez "CD disk" ne potrebuje vezaja, ker je "disk" že vključen v pomen, vendar CD-írás 'zapis CD-ja').
Kratice druge skupine so ustvarjene iz daljših delov izvirnih besed (pravzaprav mora vsaj ena beseda izvirnika vsebovati vsaj dve črki, brez dvočrkij). Pri njih je le začetnica akronimov zapisana z veliko začetnico (npr. Kermi < Kereskedelmi Minőség-ellenőrző Intézet , 'Inštitut za komercialni nadzor kakovosti' prim. gyes < gyermekgondozási segély „porodniško nadomestilo“). 
Kratice ne potrebujejo pik med svojimi elementi ali na koncu. 
Kratice jemljejo končnice v skladu z njihovo izgovorjeno obliko, ne glede na to, ali se njihove črke izgovarjajo posamezno ali kot celotna beseda (npr. tbc-s [tébécés] 'tisti s tuberkulozo'). Kratice iz prve skupine, ki so sestavljene samo iz začetnic besed, prejmejo končnice skupaj z vezajem. Te kratice ohranijo veliko začetnico tudi v pridevniških oblikah ( ENSZ-beli 'ena iz ZN'), njihova končna samoglasniška črka pa se ne podaljša, tudi če je fonološko utemeljena (npr. ELTE-n [eltén] 'pri ELTE'). Kratice druge skupine, ki so sestavljene iz krajših delov sestavnih besed, pa jemljejo končnice brez vezaja (npr. gyesen van 'je na porodniškem dopustu'). Enako se zgodi z besedami, ki so nastale iz izgovorjenih črk (npr. tévézik 'gledati televizijo').Če je iz teh kratic narejena pridevniška struktura, je ta napisana z malimi črkami (npr. kermis 'povezan s Kermijem'). Poleg tega se lahko njihova končna samoglasna črka podaljša skladno s splošnimi fonološkimi pravili (npr. Hungexpo > Hungexpónál "na Hungexpu"). 
Tvorjenke se tvorijo s kraticami sledeče: tiste iz prve skupine jemljejo dodane elemente z vezajem (npr. URH-adás 'UHF oddajanje'). Kratice druge skupine, ustvarjene iz lastnih imen, se obnašajo na enak način (npr. Kermi-ellenőrzés 'nadzor Kermi'). Kratice druge skupine, ustvarjene iz občnih imen, pa se lahko zapišejo z eno besedo z drugimi elementi, razen če zahtevajo vezaj zaradi dolžine (npr. tévéközvetítés "TV prenos"). 

## Druge informacije

### Številke
Številke, ki jih je mogoče izgovoriti s kratko besedo, so običajno zapisane s črkami, tako kot tiste, ki imajo pripono, zálog ali drug sestavljen element. V primeru daljših ali večjih številk, pa tudi za beleženje točnih količin, datumov, zneskov denarja, meritev, statističnih podatkov itd. je potrebno številke zapisati s števkami. 
Glavni števniki se zapišejo z eno besedo do 2000 (npr. ezerkilencszázkilencvenkilenc '1.999') in jih je treba deliti z vezaji z običajno trimestno delitvijo nad 2000 (npr. kétezer-egy '2001'). Številke, ki niso zapisane s črkami, lahko zapišemo brez presledka do štirih številk, nato se te delijo s presledki od konca z običajno trimestno delitvijo (npr. 9999 ampak 10 000 ). Če so številke zapisane ena pod drugo v stolpcu, jih je mogoče deliti s presledki. 
Vrstni števniki, ki so zapisani s števkami, imajo piko (npr. 3. sor '3. vrstica'). Pika se ohrani tudi pred vezajem, ki povezuje končnice (npr. a 10.-kel 'z 10.'). Datumi imajo svoja pravila zapisa (glej spodaj). 
Če ulomek deluje kot samostalnik, se imenovalec zapiše ločeno od števca (npr. egy negyed 'ena četrtina'). Če pa ima ulomek v besedni zvezi pridevniško vlogo, sta števec in imenovalec zapisana z eno besedo (npr. egynegyed rész "ene četrtine"). Enako velja za podajanje ure, kjer je celo število od decimalk ločeno z vejico (npr. 3,14 "3,14").
Številke se običajno zapisujejo z arabskimi številkami. Rimske številke se uporabljajo le v nekaterih posebnih tradicionalnih primerih, za izražanje vrstilnega štetja (npr. za izražanje oštevilčenja monarhov, papežev, okrožij mesta, kongresov itd. ). Njihova uporaba je priporočljiva, če imajo kontrastivno vlogo, npr. za označevanje meseca med letom in dnevom, ali za označevanje številke nadstropja pred številko vrat. 

### Datumi
Letnica je vedno navedena z arabskimi številkami, za njo pa se vedno postavi pika. Ime meseca je lahko napisano v celoti ali okrajšano, mesece pa je mogoče označevati tudi z rimskimi ali arabskimi številkami. Dan je vedno napisan z arabskimi številkami. Datumi so včasih napisani brez pik in presledkov - v takih primerih je datum razdeljen le z vezaji. 
Običajno je po letu potrebna pika,  ki pa se lahko izpusti v treh primerih: (1) če je v svojilnem razmerju s prihajajočo besedo, (2) če piki sledi zálog (postpozicija) ali pridevnik, skovan iz leta, ali (3) če je osebek stavka ali pa je samo v oklepaju. Na primer 1994. tavasz "pomlad 1994", ampak 1994 tavasza "pomlad 1994" in 1994 után 'po letu 1994.' 
V primeru, da števke, ki izražajo leto in dan, prejmejo končnice, se pika izpusti pred vezajem (npr. 1838-ban 'leta 1838' in március 15-én '15. marca'). Beseda elsején "na 1.  ___" in njene končnične oblike so skrajšane kot 1-jén, itd.  Če dnevu sledi zálog (postpozicija), se pika ohrani (npr. 20. és 30. között "med 20. in 30."). 

### Drugi primeri
Pisma in druge oblike pošiljk je treba nasloviti po uradnih vzorcih naslavljanja madžarske poštne službe. Trenutno to pomeni, da je najprej navedeno ime, nato naselje, ulica ali poštni predal in na koncu poštna številka, pri čemer so informacije zapisane ena pod drugo. Navodila za ulico najprej vsebujejo številko ulice in neobvezno številko nadstropja in številko vrat. ) 
Besedi za "uro" in "minuto" (óra in perc) v tekočih besedilih običajno nista okrajšani. Če je čas podan v številkah, se med uro in minuto postavi pika brez presledka (npr. 10.35 ). Pri slednji se ob pripenjanju končnic dodajo vezaji (npr. 10.35-kor "ob 10:35"). 

## Kolacija (razvrščanje v skupine)
Dvočrkja ločimo pri razvrščanju od črk (tj. za določitev vrstnega reda vnosov v slovarju ali imeniku), iz katerih so sestavljena. Na primer, cukor sledi csata, čeprav je s pred u, se cs šteje za eno samo entiteto in sledi vsem besedam, ki se začnejo s c.  V splošnih slovarjih so skrčene oblike dvočrkij razvrščene, kot da bi bile napisane v celoti, npr. Menyhért pred mennybolt , čeprav n pride pred y, ker je nny sestavljen iz ny + ny , in h pride pred ny.  Kratke in dolge različice samoglasnikov se štejejo za enakovredne pri razvrščanju (ír pred Irak), razen če bi bile besede zapisane enako; v tem primeru je kratki samoglasnik pred dolgim (npr. egér pred éger).  Besedne zveze in tvorjenke z vezajem so razvrščene brez presledka ali vezaja med njihovimi elementi. Prav tako male in velike črke nimajo vpliva na razvrščanje. 
Zastarela dvočrkja v tradicionalnih madžarskih imenih in tujih besedah se obravnavajo kot niz posameznih črk. Diakritični znaki se upoštevajo le, če med posameznima besedama ne bi bilo druge razlike.  Kakorkoli pa se v enciklopedijah, zemljevidnih kazalnikih in drugih specializiranih delih, kjer se mešajo madžarska in tuja imena, sledi standardom univerzalne latinske abecede. 

## Zgodovina
Pravila madžarskega pravopisa je prvič objavila Madžarska akademija znanosti (HAS) leta 1832, ki jo je uredil Mihály Vörösmarty. Obširnejše revizije so sledile v letih 1877, 1922, 1954 in 1984. Trenutno je v veljavi 11. izdaja iz leta 1984, pripravlja pa se nova revidirana izdaja.
Pravila madžarskega pravopisa je določil Odbor za madžarski jezik Raziskovalnega inštituta za jezikoslovje Madžarske akademije znanosti in jih objavil v knjigi z naslovom Pravila madžarskega pravopisa (A magyar helyesírás szabályai).
Ta izdajo dopolnjujeta dva pravopisna slovarja. Prvi od teh je bil izdan pri založbi HAS in drugi pa pri založbi Osiris Kiadó. Prvi, ki sestaja iz 140.000 besed in besednih zvez. Drugi velja za bolj uradnega in obsežnega ter vključuje več kot 210.000 besed in besednih zvez ter podrobnejšo obdelavo predpisov.

## Pravopis in družba
Čeprav pravopis podaja le navodila o zapisu obstoječega besedila, so v večini madžarskih jezikoslovnih publikacij podani tudi predlogi, povezani z uporabo (na primer, če je treba konstrukcijo preoblikovati ali se posamezni besedi izogibati). Te periodične publikacije vključujejo Magyar Nyelv,  Magyar Nyelvőr,  Édes Anyanyelvünk,  Magyartanítás in Nyelvünk és Kultúránk, prav tako pa ima več drugih periodičnih publikacij jezikovne rubrike (kot je Élet és Tudomány).  Ádám Nádasdy se je občasno dotaknil pravopisnih vprašanj v svoji kolumni Magyar Narancs, ki je popularizirala jezikoslovje,  in v svojih knjigah, ki temeljijo na tej rubriki in njenih predhodnikih. Novi vnosi na platformi Korrektorblog (Lektorski blog – »The mild Grammar Nazi«)  so objavljeni na glavni strani priljubljenega novičarskega portala Index.hu.
Po televiziji so v preteklosti predvajali jezikovne izobraževalne programe. Med njimi je bil najbolj znan Álljunk meg egy szóra! "Ustavimo se za besedo", ki je bila predvajan več kot 500-krat med letoma 1987 in 1997 , nekatere njene številke pa so bile objavljene v knjigi. 
Poleg zgoraj omenjenega odbora za zemljepisna imena in priročnika o zemljepisnih imenih imajo tudi druga področja svoje specializirane pravopisne slovarje, npr. gospodarstvo,  medicina,  tehnologija,  kemija,  vojaštvo, itd.  Prav tako imajo ta področja svoje zbirke primerov, ki izhajajo v periodičnih publikacijah, na primer za zoološka   in botanična imena. 
Pravopisna tekmovanja se organizirajo vsako leto na osnovni, srednji in višji ravni (tekmovanje Zsigmond Simonyi za višje osnovne šole – za učence od 10 do 14 let, tekmovanje József Implom za srednje šole, in tekmovanje Béla J. Nagy za univerze).
Urejevalniki besedil, nekateri internetni brskalniki in poštne aplikacije so opremljeni z madžarskim črkovalnikom: Hunspell za LibreOffice, Firefox in Thunderbird.  Madžarsko podjetje MorphoLogic je razvilo lastna orodja za preverjanje pravopisa, ki se uporabljajo v Microsoft Officeu.  
Ljudje lahko brezplačno poiščejo nasvete o pravopisnih in drugih jezikoslovnih temah na Oddelku za normativno jezikoslovje Raziskovalnega inštituta za jezikoslovje Madžarske akademije znanosti  ali na Uradu za lingvistično službo Madžarske. 